# Botánica moderna
La botánica moderna es una ciencia que considera una gran cantidad de nuevos conocimientos en la actualidad que han sido generados por el estudio de las plantas modelo y sobre la botánica actual, en concreto, ésta comenzó desde 1945. 
Arabidopsis thaliana motivó a los biólogos actuales a estudiar a fondo este tipo de plantas, esta mala hierba fue una de las primeras plantas en ver su genoma secuenciado. Otros más importantes comercialmente como alimentos básicos como el arroz, trigo, maíz, cebada, centeno, mijo y la soja están teniendo también sus secuencias del genoma. Algunas de éstas son un reto puesto que tienen en sus secuencias más de dos juegos de cromosomas haploides, una condición conocida como poliploidía, común en el reino vegetal. Un alga verde Chlamydomonas reinhardtii (un célula, sola, verde alga) es otro organismo modelo importante que ha sido extensivamente estudiado y provee importantes conocimientos a la biología celular.

## Historia
Como la civilización se apoya en parte en el conocimiento de las plantas y en su cultivo, puede decirse que la botánica surgió junto con la agricultura, que empezó a practicarse hacia los años 9000-7000 a. C. Pero el interés por las plantas propiamente dichas no se manifestó hasta hace unos 2300 años. En efecto, la botánica como ciencia pura dio sus primeros pasos en el siglo IV a. C., de la mano del filósofo griego Teofrasto, cuyos tratados sobre clasificación, morfología y reproducción de las plantas ejercieron sobre esta disciplina una influencia considerable hasta el siglo XVII. 
En realidad, la botánica moderna no empezó a desarrollarse hasta el siglo XVI, en parte gracias a la invención del microscopio (1590) y la imprenta de tipos móviles (1440).
- Datos: Q5732780